# Rino Bulbarelli
Rino Bulbarelli (Mantova, 17 maggio 1931 – Mantova, 15 giugno 2014) è stato un giornalista italiano.

## Biografia
All'anagrafe Guerrino Bulbarelli, ha iniziato l'attività giornalistica nel 1955 seguendo il Giro d'Italia come inviato speciale del quotidiano La Notte.
Terminata quell'esperienza, che gli consentì di realizzare alcune interviste esclusive con Fausto Coppi, venne assunto come giornalista alla Gazzetta di Mantova, il quotidiano più antico d'Italia.
All'interno della Gazzetta fece una brillante carriera, tanto da esserne nominato direttore nel 1981. Fondò in quel periodo, con l'aiuto di Mario Formenton (Mondadori) l'Editoriale "Le Gazzette", una società che portò in edicola i quotidiani di provincia La Gazzetta di Reggio, La Gazzetta di Modena, La Gazzetta di Carpi e La Nuova Ferrara.
Nel 1992 lasciò la direzione della Gazzetta di Mantova per fondare il quotidiano La Voce di Mantova, di cui restò direttore per una decina d'anni.
Morì all'età di 83 anni, nel giugno del 2014. Era padre del giornalista Rai Auro Bulbarelli e della giornalista Paola Bulbarelli, che è stata Assessore alla Casa, Housing sociale e Pari opportunità nel Consiglio regionale della Lombardia.